# Anna Maria Porter
Pour les articles homonymes, voir Porter.
Anna Maria Porter (22 décembre 1778 à Durham-21 septembre 1832) est une poétesse, romancière et auteur de nouvelles britannique.

## Biographie
Sœur de Jane Porter et de Robert Ker Porter, elle est née dans la deuxième moitié du mois de décembre, probablement le 17 décembre 1778, et est baptisée à Salisbury le 25 décembre 1778. Elle passe sa petite enfance à Durham, en Angleterre, la ville natale de sa mère. Son père, William Porter (1735-1779), est chirurgien de l'armée pendant 23 ans et meurt avant qu'elle a un an. Il est enterré dans l'église St Oswald, à Durham. Après la mort de son père, sa famille s'installe à Édimbourg, où les sœurs se lient d'amitié avec un autre adolescent, natif d'Édimbourg, Walter Scott,.
Moins célèbre que sa sœur, Jane Porter, elle fut cependant plus prolifique, publiant une trentaine d'ouvrages. Son roman le plus connu, The Hungarian brothers, publié en 1807 en Angleterre, est un récit historique et d'amours, ayant pour cadre la Révolution française.
Les deux sœurs ont un style qui peut paraître guindé. Mais elles ont eu un certain succès et ont participé à l'émergence d'un genre nouveau, le roman historique, quelques années avant que Walter Scott, qui s'est dans un premier temps consacré à la poésie, ne devienne un maître en la matière.

## Œuvres
- The Hungarian brothers, 1807 ; Les Frères hongrois, 1818